# 모건 그리핀
모건 그리핀(Morgan Griffin, 1992년 6월 4일 ~ )은 오스트레일리아의 배우이다.

## 출연 작품
- 언브로큰
- 리칭 디스던트